# Балишлинська сільська рада
Балишли́нська сільська рада (рос. Балышлинский сельский совет) — муніципальне утворення у складі Благоварського району Башкортостану, Росія. Адміністративний центр — село Балишли.

## Населення
Населення — 979 осіб (2019, 1084 у 2010, 1136 у 2002).

## Склад
До складу поселення входять такі населені пункти:
| Населений пункт           | Населення, осіб (2002) | Населення, осіб (2010) |
| ------------------------- | ---------------------- | ---------------------- |
| Балишли, село             | 537                    | 542                    |
| Башбуляк, присілок        | 13                     | 10                     |
| Новий Буляк, присілок     | 131                    | 100                    |
| Новий Троїцький, присілок | 40                     | 37                     |
| Сарайли, присілок         | 280                    | 264                    |
| Староусманово, присілок   | 81                     | 72                     |
| Янбакти, присілок         | 54                     | 59                     |